# 5 июля
5 июля — 186-й день года (187-й в високосные годы) по григорианскому календарю.
До конца года остаётся 179 дней.
До 15 октября 1582 года — 5 июля по юлианскому календарю, с 15 октября 1582 года — 5 июля по григорианскому календарю.
В XX и XXI веках соответствует 22 июня по юлианскому календарю.

## Праздники и памятные дни
См. также: Категория:Праздники 5 июля

### Международные
- Международный день трудоголика[2]

### Национальные
- Алжир — День независимости (от Франции в 1962).
- Армения — День Конституции.
- Венесуэла — День независимости[англ.] (от Испании в 1811).
- Кабо-Верде — День независимости (от Португалии в 1975).
- Чехия,  Словакия — День Кирилла и Мефодия.

### Религиозные
Православие
- Память священномученика Евсевия, епископа Самосатского (380)[5];
- память мучеников Зинона и Зины (304)[6];
- память мученика Галактиона и мученицы Иулиании;
- память святителя Григория (Даскэла), митрополита Валашского (1834) (Румынская православная церковь);
- память мученика Албана Британского (III—IV в.);
- память Феодора Смирнова и Гавриила Архангельского, диаконов (1938).

### Именины
- Католические: Каролина, Филомена, Антон.
- Православные: Василий, Геннадий, Зина, Галактион, Ульяна.

## События
См. также: Категория:События 5 июля

### До XIX века
- 1439 — на заседании 17-го Вселенского Собора во Флоренции после продолжительных дебатов была подписана так называемая «Флорентийская уния» — акт об объединении Католической и Православной церквей при главенстве Рима.
- 1601 — началась осада Остенде Испанией в ходе Нидерландской революции.
- 1701 — захваченный в плен кормщик Иван Рябов, заведя на мель шведскую эскадру, сорвал попытку захвата города Архангельска.
- 1717 — в день Святого Иоанна (24 июня по ст.ст.) представители английских масонских лож собрались в пивной «Гусь и вертел» и учредили Великую ложу Англии — объединение всех имевшихся лож. Масонство оформилось как организованное движение.
- 1770 — с боя в Хиосском проливе началось Чесменское сражение между российским и турецким флотом.

### XIX век
- 1811 — Венесуэла первой из испанских колоний в Южной Америке провозгласила свою независимость.
- 1814 — англо-американская война, Сражение при Чиппева.
- 1829 — к западу от Урала, на золотом прииске, 14-летний крепостной Павел Попов нашёл первый в России алмаз.
- 1830 — французские войска вошли в город Алжир.
- 1831 — холерный бунт в Санкт-Петербурге.
- 1841 — англичанин Томас Кук открыл первое туристическое агентство.
- 1865 — в Лондоне основана благотворительная организация «Армия спасения».
- 1868 — подписан договор между Бухарским эмиратом и Российской империей.
- 1881 — в Египте, под Луксором, обнаружена уникальная гробница с захоронениями фараонов Сети I, Аменхотепа I, Тутмоса III и Рамзеса II Великого[7].
- 1884 — Германская империя объявила протекторат над Того.

### XX век
- 1905 — Деятели партии «Алаш» подписали Каркаралинскую петицию.
- 1915 — австрийцы взломали секретный «Красный шифр» итальянской армии.
- 1917 — Временное правительство России постановило расформировать воинские части, принявшие участие в июльских демонстрациях в Петрограде[8].
- 1918
  - На съезде в Екатеринодаре провозглашено создание независимой Северо-Кавказской республики.
  - Образована Коммунистическая партия большевиков Украины.
- 1920 — немецкая земля Шлезвиг передана под управление Дании.
- 1921 — в советской России принят декрет, позволяющий сдачу государственных предприятий в аренду частным лицам.
- 1922 — в Рио-де-Жанейро началось восстание тенентистов (от порт. tenente — «лейтенант») — демократически настроенных молодых армейских офицеров.
- 1924 — в Париже состоялась торжественная церемония открытия VII летних Олимпийских игр.
- 1934 — «Кровавый четверг» в Сан-Франциско.
- 1937 — при НКВД СССР создан НИИ противопожарной обороны.
- 1940
  - Швеция разрешила Германии использовать шведские железные дороги для перевозки солдат в Норвегию.
  - Президент США Рузвельт наложил эмбарго на поставку в Америку японских товаров.
- 1941
  - немцами арестован и интернирован глава украинских националистов Степан Бандера.
  - Вторая мировая война — операция «Барбаросса»: немецкие войска вышли к Днепру.
  - Началась Перуано-эквадорская война.
- 1942 — будущий писатель Ян Флеминг с отличием окончил школу для шпионов в Канаде.
- 1943 — Великая Отечественная война: началась Курская битва.
- 1944 — в РСФСР образованы Брянская, Калужская и Новгородская области.
- 1946 — на показе мод в Париже французский модельер Луи Реар впервые представил публике купальник-бикини. В этом наряде на подиум вышла манекенщица Мишелин Бернардини.
- 1950 — Корейская война: битва за Осан между войсками Северной Кореи и США
- 1954
  - Вышел первый выпуск телевизионных новостей Би-би-си. Её ведущий Ричард Бейкер (Richard Baker) установил рекорд: он читал новости на протяжении 28 лет — с 1954 года по Рождество 1982 года.
  - 19-летний Элвис Пресли записал свою первую песню — That’s All Right.
- 1958 — американская экспедиция совершила первое восхождение на Гашербрум I (Хидден-пик), 11-ю по высоте вершину мира[9].
- 1959 — декретом президента Индонезии Сукарно была восстановлена Конституция 1945 года, в соответствии с которой президент наделялся значительными полномочиями. Одновременно было распущено индонезийское Учредительное собрание.
- 1961 — ударил мощный фонтан нефти на скважине № 6 в Жетыбае. С этого момента считается год открытия Мангыстауской нефти.
- 1962 — провозглашена независимость Алжира от Франции.
- 1963 — Святой престол санкционировал кремацию.
- 1970 — катастрофа DC-8 под Торонто. Погибли 109 человек.
- 1971 — в США избирательные права предоставлены лицам от 18 лет (ранее — от 21 года).
- 1975
  - Провозглашена независимость Островов Зелёного Мыса (ныне — Кабо-Верде).
  - Артур Эш стал первым афроамериканцем, выигравшим Уимблдонский турнир.
- 1978 — КГБ СССР выведен из подчинения Совету министров СССР.
- 1980 — шведский теннисист Бьорн Борг выиграл Уимблдонский турнир пятый раз подряд.
- 1986 — в Москве открылись первые Игры доброй воли.
- 1994
  - 30-летний американец Джефф Безос основал компанию Amazon.
  - В Китае запрещено использование детского труда.
- 1995 — Конституционный референдум в Армении.
- 1996 — в Великобритании родилось первое клонированное млекопитающее — овца Долли
- 1999 — Куба предъявила США иск на сумму 181 млрд долларов за ущерб, причинённый 40-летней экономической блокадой.

### XXI век
- 2004 — первый тур президентских выборов в Индонезии.
- 2006 — в автокатастрофе в районе Сан-Франциско (США) погибли принц и принцесса островного государства Тонга — 56-летний Ту`ипелехаке и 46-летняя Каимана.
- 2009 — волнения уйгуров в Урумчи.
- 2014 — завершилось противостояние в Славянске, город вернулся под контроль Украины.
- 2015 — в Греции прошёл референдум по финансовой политике, отвергнувший меры по выходу из кризиса, предложенные ЕС, МВФ и ЕЦБ.
- 2016 — автоматическая межпланетная станция НАСА «Юнона», запущенная в 2011 году, вышла на полярную орбиту Юпитера.

## Родились
См. также: Категория:Родившиеся 5 июля

### До XIX века
- 182 — Сунь Цюань (ум. 252), первый правитель царства У (229—252) эпохи Троецарствия в Китае.
- 1704 — Джек Бротон (ум. 1789), английский кулачный боксёр, составитель первых правил бокса, изобретатель боксёрских перчаток.
- 1710 — Павел Кондоиди (ум. 1760), русский врач, лейб-медик, тайный советник, почётный член Петербургской АН.
- 1755 — Сара Сиддонс (ум. 1831), английская трагическая актриса.
- 1761 — Луи-Леопольд Буальи (ум. 1845), французский живописец и гравёр.
- 1781 — Стэмфорд Раффлз (ум. 1826), британский колониальный администратор, основатель Сингапура.
- 1789
  - Фаддей Булгарин (ум. 1859), русский писатель, критик, издатель.
  - князь Пётр Горчаков (ум. 1868), русский генерал от инфантерии, участник покорения Кавказа и Крымской войны.
- 1793 — Павел Пестель (казнён в 1826), русский офицер, декабрист, глава Южного тайного общества.
- 1795 — Павел Кукольник (ум. 1884), русский поэт, драматург, историк.

### XIX век
- 1802 — Павел Нахимов (погиб в 1855), русский флотоводец, адмирал.
- 1805 — Роберт Фицрой (ум. 1865), английский морской офицер, гидрограф и метеоролог, командовавший кораблём «Бигль», на котором совершил кругосветное путешествие Чарльз Дарвин.
- 1810 — Финеас Тейлор Барнум (ум. 1891), шоумен, антрепренёр, организатор американского цирка.
- 1820 — Уильям Ранкин (ум. 1872), английский физик, один из основателей термодинамики, автор теории паровых машин.
- 1832 — Павел Чистяков (ум. 1919), русский живописец.
- 1853 — Сесиль Джон Родс (ум. 1919), английский и южноафриканский политик, бизнесмен, основатель компании «Де Бирс».
- 1857
  - Давид Гинцбург (ум. 1910), переводчик, востоковед, автор первой в России «Еврейской энциклопедии».
  - Клара Цеткин (ум. 1933), деятельница немецкого и международного коммунистического движения.
- 1872 — Эдуар Эррио (ум. 1957), французский политик и государственный деятель, писатель, историк, публицист, академик.
- 1879
  - Дуайт Дэвис (ум. 1945), американский теннисист, впоследствии член правительства США; по его инициативе с 1900 г. стало разыгрываться первенство мира среди мужских команд по теннису — нынешний Кубок Дэвиса.
  - Ванда Ландовска (ум. 1959), польская пианистка и клавесинистка.
- 1880
  - Минко Генов (ум. 1950), болгарский литературный критик и историк литературы.
  - Ян Кубелик (ум. 1940), чешский скрипач и композитор.
- 1888 — Герберт Гассер (ум. 1963), американский физиолог, лауреат Нобелевской премии (1944).
- 1889 — Жан Кокто (ум. 1963), французский поэт, писатель, театральный деятель, кинорежиссёр.
- 1891
  - Джон Говард Нортроп (ум. 1987), американский биохимик, лауреат Нобелевской премии (1946).
  - Тин Уевич (ум. 1955), хорватский поэт, переводчик, эссеист.
- 1895
  - Владимир Дорофеев (ум. 1974), актёр театра и кино, заслуженный артист РСФСР.
  - Янис Осис (ум. 1973), латвийский актёр и театральный режиссёр, народный артист СССР.
- 1897 — Пауль Бен-Хаим (ум. 1984), израильский композитор, дирижёр и педагог.
- 1899 — Марсель Арлан (ум. 1986), французский писатель и критик.

### XX век
- 1901 — Сергей Образцов (ум. 1992), советский режиссёр, основатель и руководитель Центрального театра кукол в Москве, народный артист СССР.
- 1903 — Владимир Сутеев (ум. 1993), советский детский писатель, иллюстратор и мультипликатор.
- 1911 — Жорж Помпиду (ум. 1974), президент Франции (1969—1974).
- 1914 — Анни Фишер (ум. 1995), венгерская пианистка.
- 1918 — Мария Исакова (ум. 2011), советская конькобежка, первая трёхкратная чемпионка мира по классическому многоборью.
- 1921 — Виктор Куликов (ум. 2013), советский военачальник, маршал Советского Союза (1977).
- 1926
  - Сальвадор Хорхе Бланко (ум. 2010), президент Доминиканской Республики (1982—1986).
  - Диана Линн (ум. 1971), американская киноактриса.
- 1928
  - Пьер Моруа (ум. 2013), французский политик, премьер-министр Франции (1981—1984).
  - Уоррен Оутс (ум. 1982), американский актёр кино и телевидения.
  - Владимир Топоров (ум. 2005), советский и российский лингвист, филолог, академик.
- 1930 — Вадим Кожинов (ум. 2001), советский и российский критик, литературовед, публицист.
- 1932 — Дьюла Хорн (ум. 2013), венгерский политик, премьер-министр (1994—1998).
- 1936
  - Джеймс Миррлис (ум. 2018), английский экономист, лауреат Нобелевской премии (1996).
  - Ширли Найт (ум. 2020), американская актриса.
- 1937 — Алла Будницкая, советская и российская актриса театра и кино, телеведущая.
- 1938 — Николай Немоляев, советский и российский кинооператор, заслуженный деятель искусств РСФСР.
- 1940 — Юрий Купер, советский и американский художник-график и сценограф.
- 1942 — Ханнес Лёр (ум. 2016), немецкий футболист, чемпион Европы (1972).
- 1945 — Александр Лазарев, баянист, дирижёр, народный артист РСФСР.
- 1946 — Герард ’т Хоофт, голландский физик-теоретик, лауреат Нобелевской премии (1999).
- 1950 — Хьюи Льюис, американский певец, музыкант (губная гармоника), автор песен.
- 1955 — Питер Макнамара (ум. 2019), австралийский теннисист и тренер.
- 1956
  - Орасио Картес, парагвайский политик и бизнесмен, президент Парагвая (2013—2018).
  - Вадим Мищук, советский и российский бард.
- 1959 — Игорь Волков, советский и российский актёр театра и кино.
- 1963 — Эди Фалко, американская киноактриса, лауреат премий «Эмми» и «Золотой глобус».
- 1969 — Джон Леклер, американский хоккеист, призёр Олимпийских игр (2002).
- 1973
  - Андрей Зибров, российский актёр театра и кино.
  - Рошин Мёрфи, британская певица, экс-вокалистка группы Moloko
- 1974
  - Марсио Аморозо, бразильский футболист.
  - Тутта Ларсен (наст. имя Татьяна Романенко), российская теле- и радиоведущая, журналистка и актриса.
- 1975
  - Эрнан Креспо, аргентинский футболист, включён в список ФИФА 100.
  - Ай Сугияма, японская теннисистка, экс-первая ракетка мира в парном разряде.
- 1976 — Нуну Гомеш, португальский футболист, призёр чемпионата Европы (2004).
- 1977 — Николас Кифер, немецкий теннисист, экс-четвёртая ракетка мира.
- 1978 — Аллан Симонсен (погиб 2013), датский автогонщик.
- 1979
  - Амели Моресмо, французская теннисистка, экс-первая ракетка мира
  - Стилиян Петров, болгарский футболист.
- 1982 — Бено Удрих, словенский баскетболист, двукратный чемпион НБА (2005, 2007).
- 1985 — Меган Рапино, американская футболистка, олимпийская чемпионка (2012), двукратная чемпионка мира (2015, 2019), ЛГБТ-активистка.
- 1986
  - Александр Радулов, российский хоккеист, двукратный чемпион мира (2008, 2009).
  - Юрий Чебан, украинский каноист, двукратный олимпийский чемпион.
- 1988 — Эрика Герцег, украинская певица, модель, солистка поп-группы «ВИА Гра».
- 1994 — Сёхэй Отани, японский бейсболист.

## Скончались
См. также: Категория:Умершие 5 июля

### До XX века
- 1383 — Дмитрий Суздальский (р. 1322), князь суздальский (с 1356).
- 1819 — Уильям Корнуоллис (р. 1744), британский адмирал.
- 1826 — Стэмфорд Раффлз (р. 1781), британский колониальный администратор, основатель Сингапура.
- 1833 — Жозеф Ньепс (р. 1765), французский изобретатель, создатель гелиографии, один из изобретателей фотографии.
- 1852 — Михаил Загоскин (р. 1789), русский писатель и драматург, автор исторических романов, комедий.
- 1886 — Томас Терри (р. 1808), кубинский бизнес-магнат.

### XX век
- 1906
  - Жюль Бретон (р. 1827), французский художник и поэт.
  - Александр Слепцов (р. 1836), русский общественный деятель, писатель, публицист.
- 1911 — Джордж Стони (р. 1826), ирландский физик и математик; ввёл в науку термин электрон.
- 1912 — Адольф Алунан (р. 1848), латышский актёр, режиссёр, драматург, основатель латышского театра.
- 1920 — Макс Клингер (р. 1857), немецкий художник, график и скульптор, представитель символизма.
- 1927 — Альбрехт Коссель (р. 1853), немецкий физиолог и биохимик, лауреат Нобелевской премии (1910).
- 1932 — Саша Чёрный (наст. имя Александр Гликберг; р. 1880), русский поэт, писатель-прозаик, журналист.
- 1950 — застрелен Сальваторе Джулиано (р. 1922), легендарный сицилийский бандит и сепаратист.
- 1952 — Ренато Симони (р. 1875), итальянский комедиограф, театральный критик, режиссёр, редактор сатирических журналов.
- 1953 — Титта Руффо (р. 1877), итальянский оперный певец (баритон).
- 1966 — Дьёрдь де Хевеши (р. 1885), венгерский химик, лауреат Нобелевской премии (1943).
- 1969
  - Вильгельм Бакхауз (р. 1884), немецкий пианист.
  - Вальтер Гропиус (р. 1883), немецкий архитектор, дизайнер, теоретик архитектуры.
  - Валентина Осеева (р. 1902), русская советская детская писательница, лауреат Сталинской премии (1952).
- 1971 — Мухаммеджан Касымов (р. 1907), таджикский актёр театра и кино, театральный режиссёр, народный артист СССР.
- 1975
  - Павел Вирский (р. 1905), артист балета, балетмейстер, хореограф, народный артист СССР.
  - Алибек Кантемиров (р. 1882), осетинский наездник-джигит, дрессировщик лошадей, народный артист РСФСР.
- 1976 — Анатолий Каранович (р. 1911), советский актёр, режиссёр, сценарист, мультипликатор.
- 1980
  - Котэ Даушвили (р. 1909), грузинский советский актёр театра и кино.
  - Ари Штернфельд (р. 1905), советский учёный, один из пионеров современной космонавтики.
- 1983 — Гарри Джеймс (р. 1916), американский джазовый трубач, композитор, руководитель биг-бэнда.
- 1986 — Ярослав Стецько (р. 1912), лидер Организации украинских националистов (ОУН).
- 1995 — Юри Ярвет (р. 1919), советский и эстонский актёр театра и кино, театральный режиссёр, народный артист СССР.

### XXI век
- 2008 — Михаил Вишняков (р. 1945), советский и российский поэт, писатель-прозаик.
- 2010 — Виктор Перевалов (р. 1949), советский и российский киноактёр.
- 2014 — митрополит Владимир (в миру Виктор Маркианович Сабодан; р. 1935), предстоятель Украинской Православной Церкви (1992—2014).
- 2017 — Пьер Анри (р. 1927), французский композитор.
- 2020
  - Ник Кордеро (р. 1978), канадский актёр театра, кино и телевидения, рок-музыкант.
  - Владимир Трошкин (р. 1947), советский и украинский футболист, футбольный тренер.
- 2021 — Владимир Меньшов (р. 1939), актёр театра, кино и телевидения, кинорежиссёр, сценарист, продюсер, телеведущий, педагог, народный артист РСФСР.
- 2024
  - Лиана Исакадзе (р. 1946), советская, грузинская скрипачка, дирижёр, педагог. Народная артистка СССР (1988).
  - Николай Корольков (р. 1946), советский спортсмен-конник, заслуженный мастер спорта СССР (1980), чемпион Олимпийских игр (1980).
  - Джон Ландау (р. 1960), американский кинопродюсер.
  - Бенгт Самуэльссон (р. 1934), шведский биохимик, лауреат Нобелевской премии по физиологии и медицине (1982).
  - Вик Сейшас (р. 1923), американский теннисист, 3-я ракетка мира в 1953 году. Победитель 15 турниров Большого шлема во всех разрядах, в том числе победитель Уимблдонского турнира (1953) и чемпион США (1954) в одиночном разряде. Обладатель (1954) и 6-кратный финалист Кубка Дэвиса со сборной США. Член Международного зала теннисной славы (1971).
  - Ивонн Фюрно (р. 1926), французская актриса кино и театра.

## Приметы
Ульянин день. День Преподобного Афанасия Афонского. День Евсевия.
- В этот день собирали Кошачью дрёму (Лютые коренья), с которой на следующий день заваривали веники для бани.
- Если в этот день вечером играет месяц, то обещает хороший урожай.
- Если в этот день идёт дождь, будет хороший урожай хлебов и льна[10].